# Puerto Obaldía
Puerto Obaldía es uno de los cuatro corregimientos de la comarca indígena panameña de Guna Yala, ubicado en la frontera con Colombia. Tiene una población de 672 habitantes (2010). Fue fundado el 9 de junio de 1909.
En el pueblo de Puerto Obaldía (533 habitantes) se ubica el principal paso fronterizo hacia Colombia, por lo que están la principal estación de la Policía Nacional de Panamá en toda la región, una oficina de Migración y el consulado de Colombia. Dentro del corregimiento se ubican otros pueblos como La Miel (80 habitantes), La Boca (31 habitantes) y Bahía Blanca (28 habitantes).
La condición de puerto en costas fronterizas garantiza la actividad comercial procedente tanto del lado panameño como del colombiano. Aparte del comercio, los moradores de Puerto Obaldía se dedican a la pesca y la agricultura.

## Accesibilidad
Hay lanchas para Capurganá, Colombia, a un costo de 20 US$; el viaje dura más o menos 1 hora.
Desde el Aeropuerto de Puerto Obaldía hay vuelos cada dos días a Panamá (Aeropuerto Internacional Marcos A. Gelabert).